# Festung Reuenthal

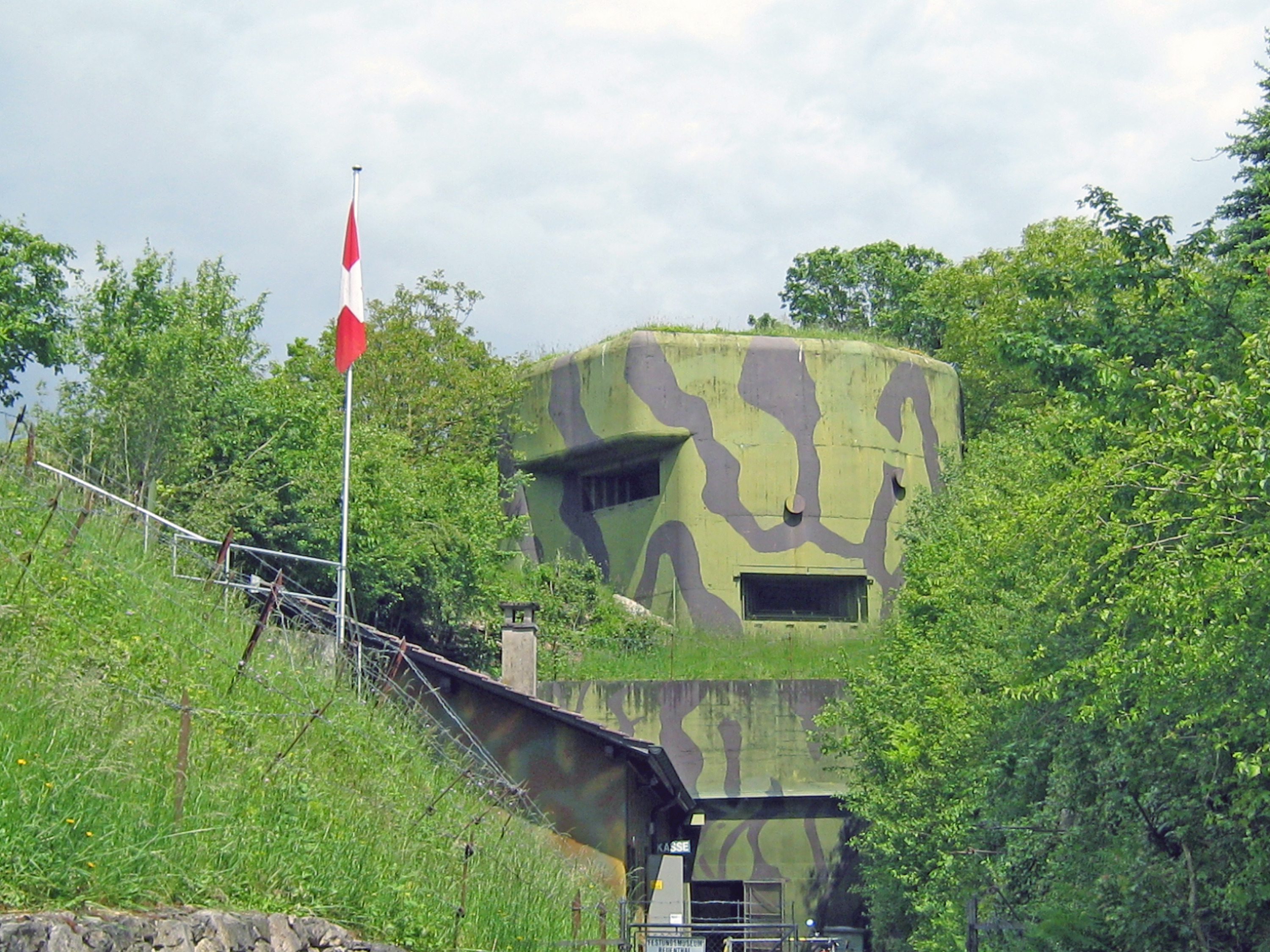
Artilleriewerk Reuenthal Eingang

Die Festung Reuenthal (Armeebezeichnung A 4263) war eine Grenzbefestigung der Schweizer Armee. Sie liegt in der Schweizer Gemeinde Full-Reuenthal im Kanton Aargau. Die Festung und die umliegenden Sperrstellen gehörten zum Einsatzraum der Grenzbrigade 5.

## Artilleriewerk Reuenthal
Das Artilleriewerk liegt nördlich von Reuenthal, auf einer Anhöhe oberhalb des Rheins gegenüber dem deutschen Städtchen Waldshut.
Die Anlage wurde von 1937 bis 1939 erbaut und war das erste Artilleriewerk, das vor dem Zweiten Weltkrieg an der Schweizer Nordfront einsatzbereit war. Ein etwa 600 m langes Stollensystem verbindet die beiden Geschützstände, Bunker 1 ⊙ und Bunker 2, mit Werkeingang ⊙, Munitions- und Materialmagazin, Sanitätstrakt, Kommandoräumen und Telefonzentrale, Essraum, Küche und Truppenunterkünften. Später wurde ein rund 300 m langer Fluchtstollen mit Notausstieg unter dem Bunker Ost (Aussenverteidigung) ⊙ erstellt, und bis Ende 1941 kamen drei verbunkerte Aussenbeobachter dazu.
Das Werk war während des Zweiten Weltkriegs fast dauernd besetzt. Kriegsmobilmachung und Vereidigung der Artilleristen erfolgten am 29. August 1939. Anfänglich für eine Besatzung von 90 Mann erbaut, erfolgte bis Juni 1944 eine Erhöhung auf 150 Mann. Durchschnittlich waren etwa 100 Soldaten in Reuenthal stationiert. Am 30. Oktober 1942 erfolgte ein Besuch von General Henri Guisan.
Die Hauptbewaffnung stellten zwei 7,5 cm Befestigungskanonen 1938 L 30 (eingeführt 1938, Rohrlänge 30 Kaliber) dar, wofür 8000 Granaten mit den notwendigen Ladungen und Zündern in der Festung eingelagert waren. Die halbautomatischen Geschütze konnten jeweils bis zu 20 Schuss pro Minute abfeuern. Die Festung hat einen eigenen Operationssaal, eine Küche und mehrere oberirdische Bunker zur Aussen- und Nahverteidigung.
Das Werk hatte den Auftrag, eine gegnerische Rheinüberquerung unterhalb des Stauwehrs Albbruck-Dogern zu verhindern, da dort in den Sommermonaten bei niedrigem Wasserstand eine Durchwatung des Rheins einfach war. Von den 56 vorausberechneten Zielen lagen 48 bei diesem Übergang, sechs Ziele auf deutschen Zufahrtsstrassen von den Höhen des Hotzenwaldes in das Rheintal, und zwei Ziele auf schweizerischen Anhöhen. Gesamthaft lagen 29 Ziele auf deutschem und 27 Ziele auf schweizerischem Gebiet. Das kürzeste Ziel, der westlichste Punkt des Fullerfelds am Rhein, war 1280 m nah, das weiteste berechnete Ziel (Kirche Hochsal) lag 9100 m entfernt.
Die Festung wurde 1988 nach der Inbetriebnahme des AKW Leibstadt ausgemustert und die Geheimhaltung aufgehoben.

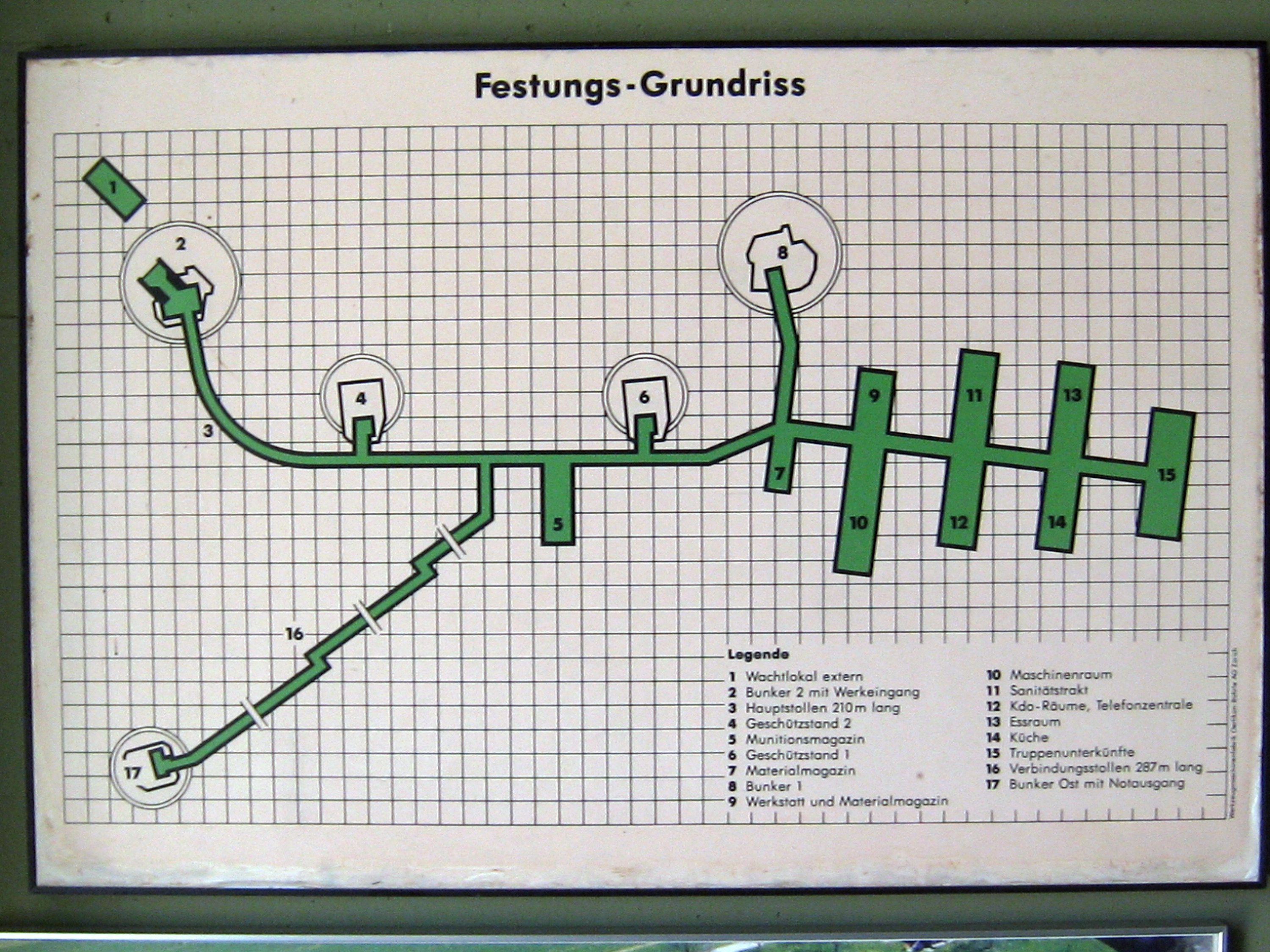
Grundriss
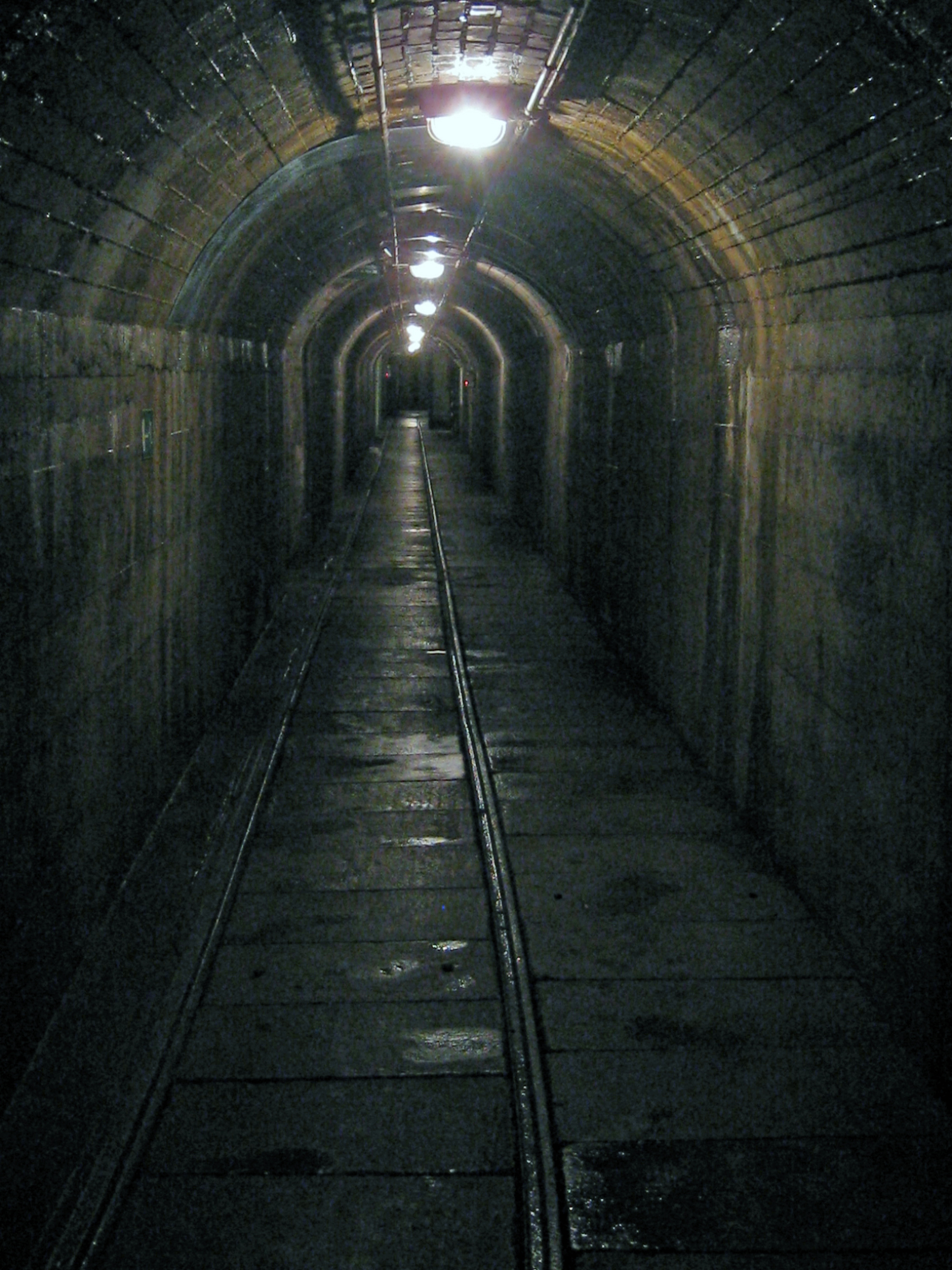
Stollen
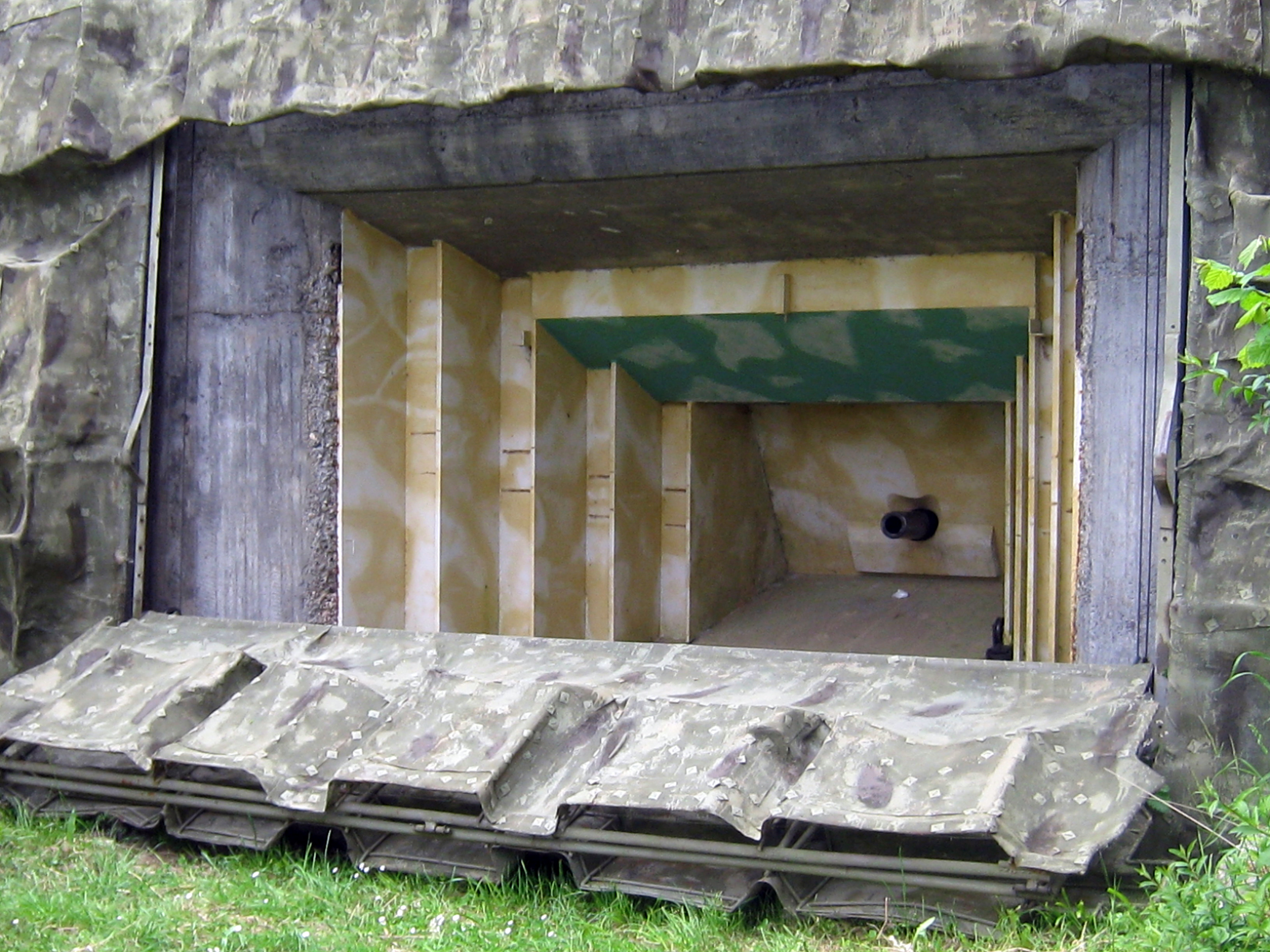
Geschütz 2 mit geöffneter Tarnung
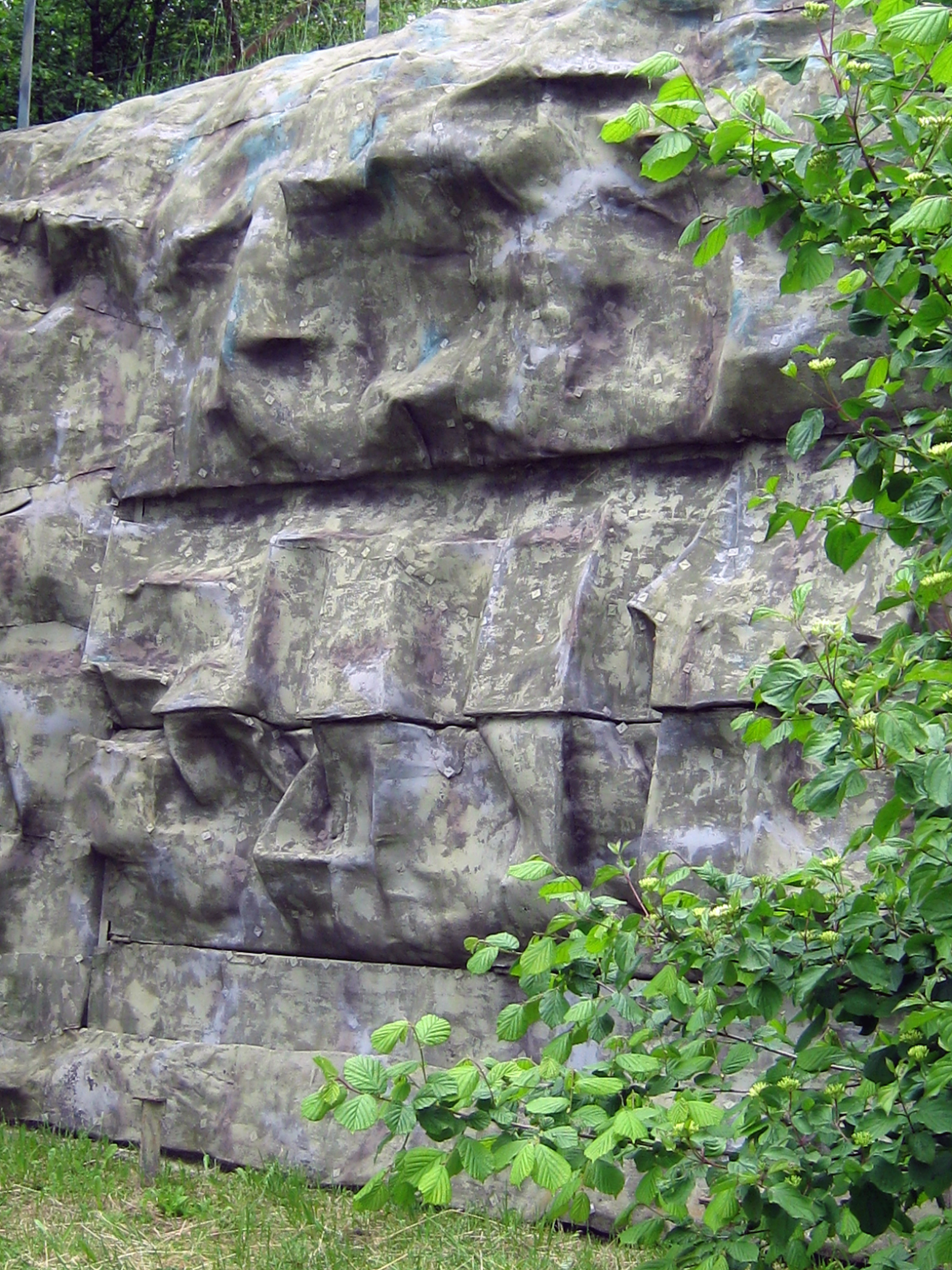
Geschütz 1 mit geschlossener Tarnung
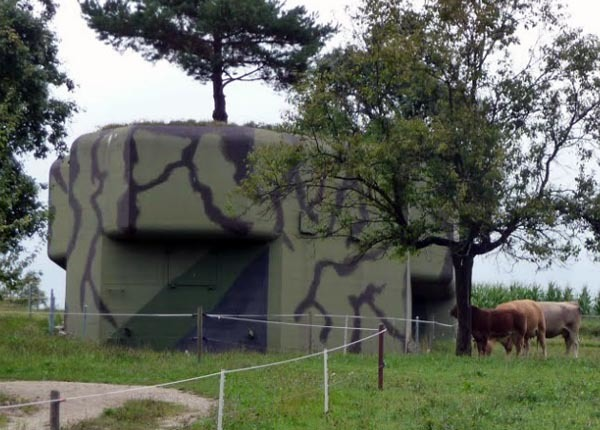
Notausgang der Festung

Die Festung gehörte zum Einsatzraum der Grenzbrigade 5 und wurde von folgenden Einheiten belegt:
- 1939–1943: Festungsartilleriedetachement 253 (Fest Art Det 253), unterstellt dem Grenz-Füsilierbataillon 253
- 1943–1951: Festungsartilleriekompanie 95 (Fest Art Kp 95), direkt unterstellt der Grenzbrigade 5
- 1952–1961: Festungskompanie 95 (Fest Kp 95), unterstellt der Festungsabteilung 21
- 1962–1977: Festungskompanie II/21 (Fest Kp II/21).

## Sperrstelle Reuenthal-Full

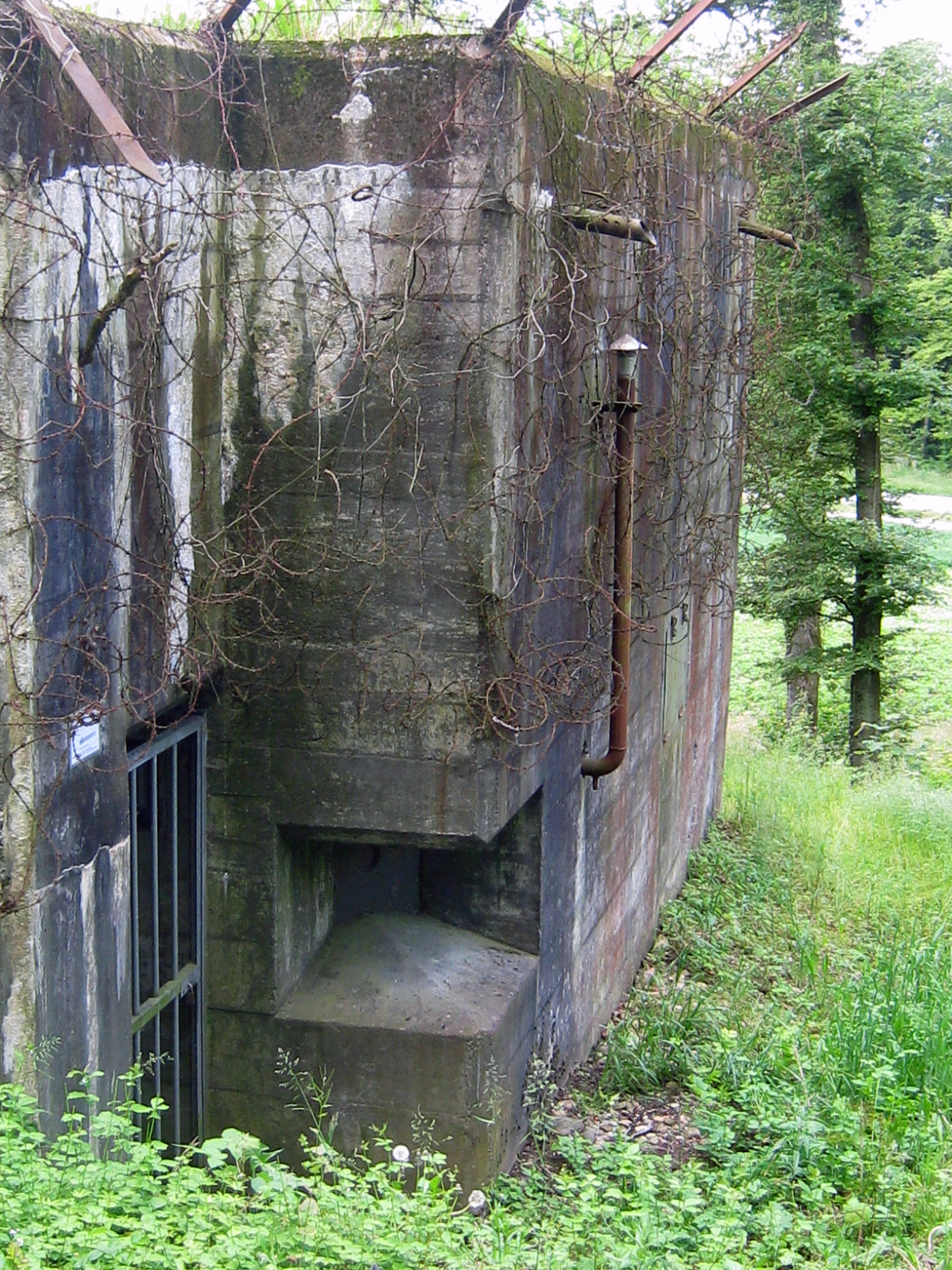
Infanteriebunker «Bettlerküche» A 4265

Die Sperrstelle gilt als militärhistorisches Denkmal von nationaler Bedeutung. Sperrstelle und Artilleriewerk befinden sich in einem grossen Mäander des Rheins um Full-Reuenthal, der kurz nach der Aaremündung beginnt. Sie sperrt mit den in der Nachkriegszeit erbauten drei Strassenbarrikaden und sechs Unterständen die Zufahrtsstrassen Richtung Reuenthal von Leibstadt, Leuggern und Felsenau. Im Fuller Feld, einen Kilometer hinter dem Rheinbogen, wurden 1938/39 drei Maschinengewehrbunker erstellt.
Neben dem Artilleriewerk gehören folgende Anlagen zur Sperrstelle:
- Infanteriebunker «Fullfeld-Ost» mit zwei Maschinengewehren (Mg) A 4243 ⊙
- Infanteriebunker «Reuenthal-Schulhaus» mit 3 Mg A 4244 (abgebrochen)
- Infanteriebunker «Fullfeld-West» mit 3 Mg A 4245 ⊙
- Infanteriebunker «Fullfeld-Rhein» mit 2 Mg A 4246 ⊙
- Infanteriekanonengarage «Reservoir» A 4564 ⊙
- Infanteriebunker «Bettlerküche» A 4265, Baujahr 1941 ⊙.
- Unterstand F 5153
- Kompaniekommandoposten  F 5192, Atomschutzunterstand (ASU), Baujahr 1983 ⊙
- Unterstand F 5197
- Beobachtungsposten «Stier» ⊙
- Geländepanzerhindernis «Reuenthal-Nagelfluh» T 2243, Baujahr 1939 ⊙.
- Geländepanzerhindernis (GPH) «Reuenthal-Bettlerküche» T 2244, Baujahr 1938 ⊙

## Sperrstelle Felsenau

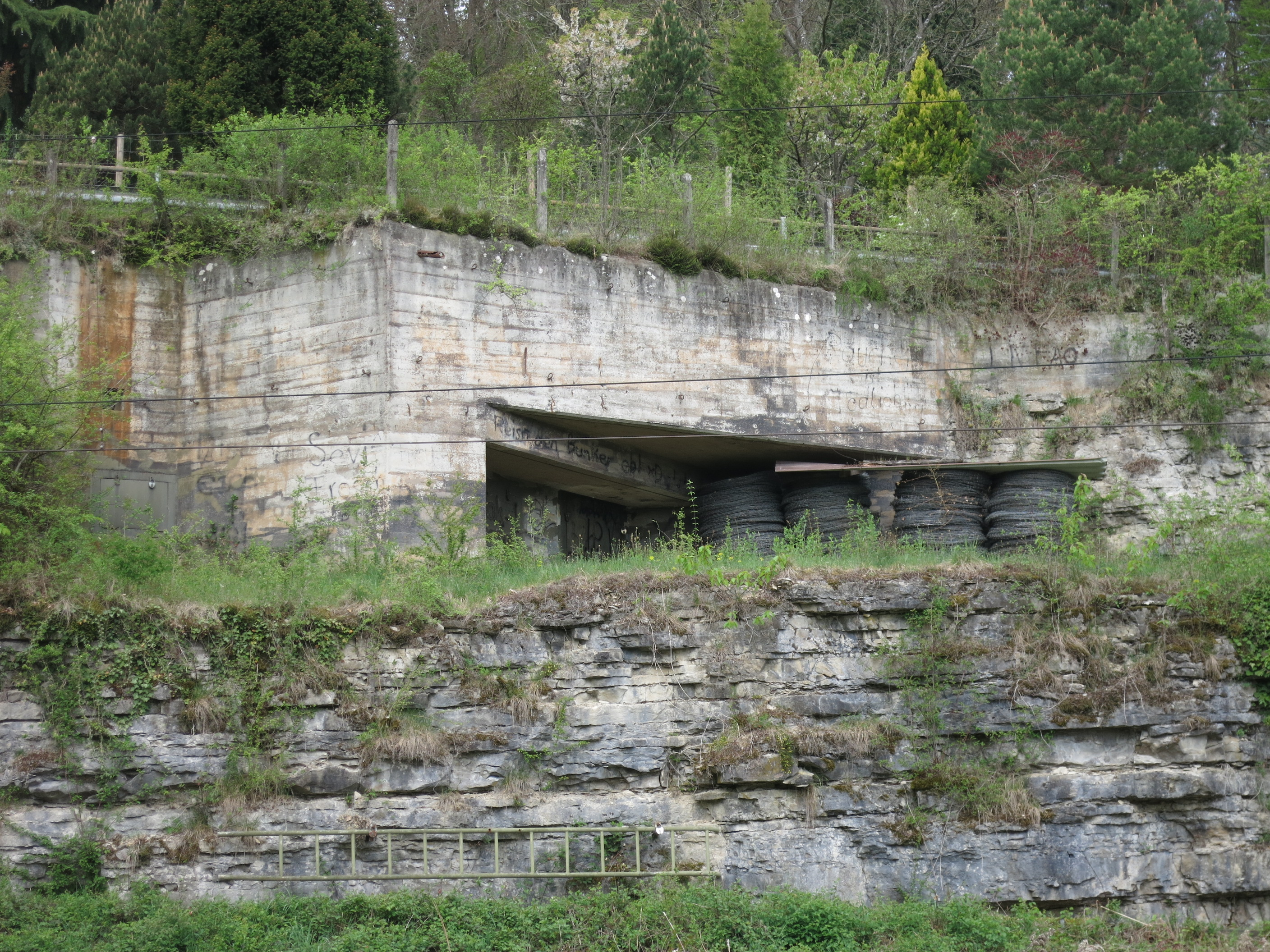
Felsenau Steinbruch A 4261

Die Sperrstelle Felsenau befindet sich im  Weiler Felsenau (Gemeinde Leuggern) östlich von Reuenthal und besteht aus:
- Infanteriebunker «Steinbruch» A 4261: 24-mm-Tankbüchse, 3 Lmg ⊙
- Infanteriebunker «Wald» A 4262: 24-mm-Tankbüchse, Lmg ⊙
- Unterstand F 5150 ⊙
- Schienenhindernisse T 2236 ⊙

## Sperrstelle Leuggern

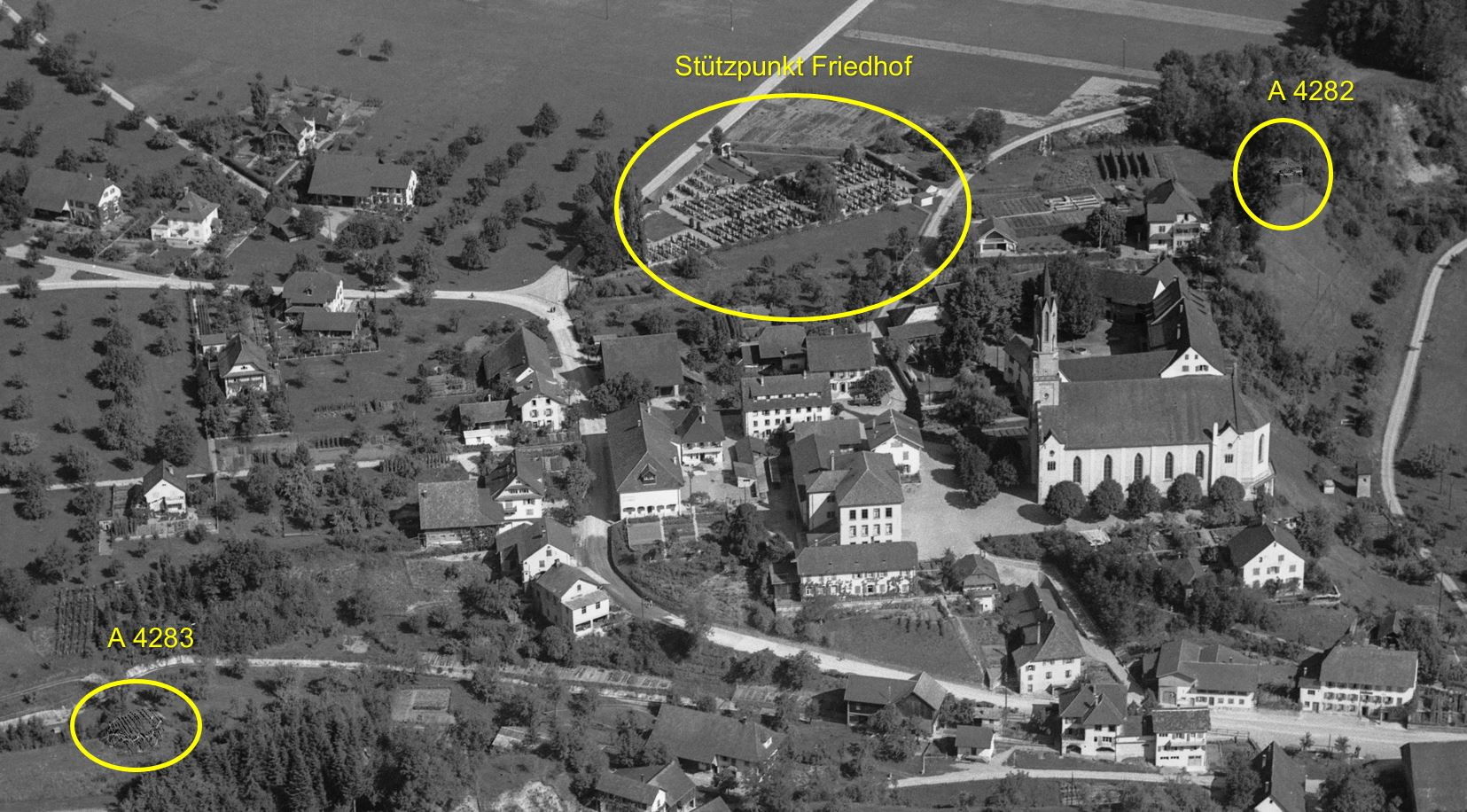
Sperrstelle Leuggern mit Stützpunkt Friedhof (1949)

In Leuggern wurde 1940 der Friedhof durch Verstärkung und Neubau der Mauern mit Einbau von 12 Schiessscharten zu einem militärischen Stützpunkt ausgebaut. Die vier Friedhofeingänge wurden für den waagrechten Einbau von T-Schienen vorbereitet. Die Friedhofsmauern lagen genau in der Schusslinie der beiden Bunker «Leuggern-Ost» und «Leuggern-West». Für die Zivilbevölkerung wurde eine detailliert organisierte Evakuierung vorbereitet. Die Insassen des Alters- und Pflegeheims wurden vorsorglich am 10. Mai 1940 nach Muri AG evakuiert.
- Infanteriebunker Gippingen Nord A 4280 ⊙
- Infanteriebunker Gippingen Süd A 4281 ⊙
- Infanteriebunker Leuggern-Ost A 4282 ⊙
- Infanteriebunker Leuggern-West A 4283 ⊙
- Infanteriebunker Hettenschwil Süd A 4284 ⊙
- Infanteriebunker Hettenschwil Nord A 4285 ⊙
- Sanitätsunterstand «Immenholz» Irmgard A 4271 ⊙

## Sperrstelle Leibstadt

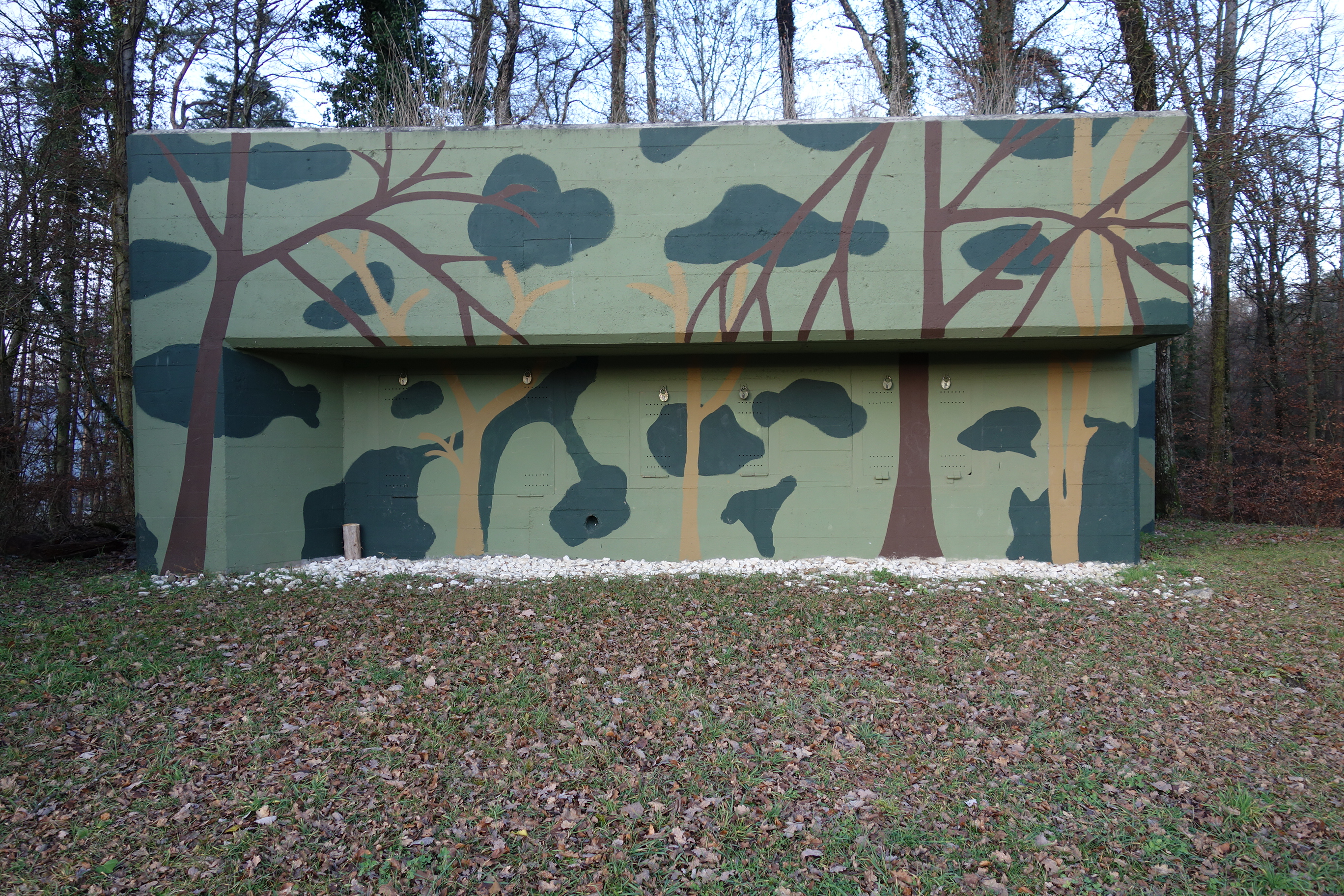
Infanteriebunker Kaltentanne A 4266

Zwischen Leibstadt und Leuggern wurde die Strasse im Bereich Strick durch mehrere Werke gesperrt.
- Infanteriebunker Kaltentanne Pak A 4266 ⊙
- Unterstand Kaltentanne A 4267 ⊙
- Infanteriebunker Peterlibuck A 4268  ⊙
- Unterstand Leibstadt A 4269 ⊙
- Infanteriebunker Rägehalde Pak A 4270 Kirchtanne ⊙
- Infanteriebunker Bossenhus A 4272 ⊙
- Unterstand F 5159 ⊙
- KP Kompanie, Unterstand F 5160 ⊙

## Sperrstelle Bernau

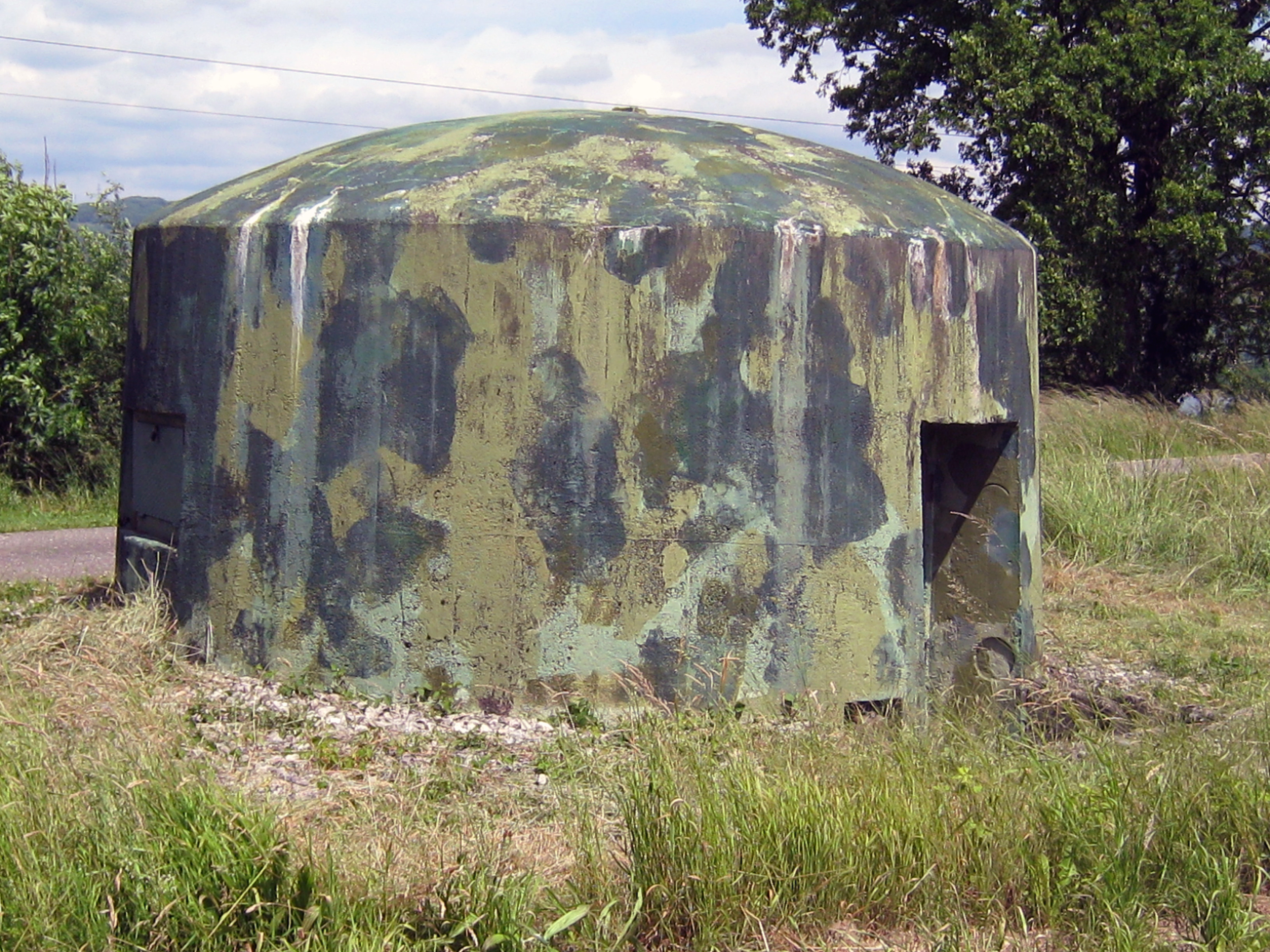
Leichtstand «Strahler» A 4247

Die Sperrstelle Bernau liegt am Rheinufer bei Bernau (Gemeinde Leibstadt) südwestlich von Reuenthal. Sie sicherte das Rheinufer und das Stauwehr des Rheinkraftwerks Albbruck-Dogern mit mehreren Anlagen:
- Infanteriebunker «Strahler» A 4247: Lmg, Beobachter ⊙
- Beobachter Bernau (abgebrochen)
- Infanteriebunker «Stauwehr» A 4248: Mg (Februar 2007 abgebrochen)
- Infanteriebunker «Station»: Mg
- Infanteriebunker «Grossäcker Ost»: 2 Mg
- Infanteriebunker «Grossäcker West»: 2 Mg

## Sperrstelle Schwaderloch

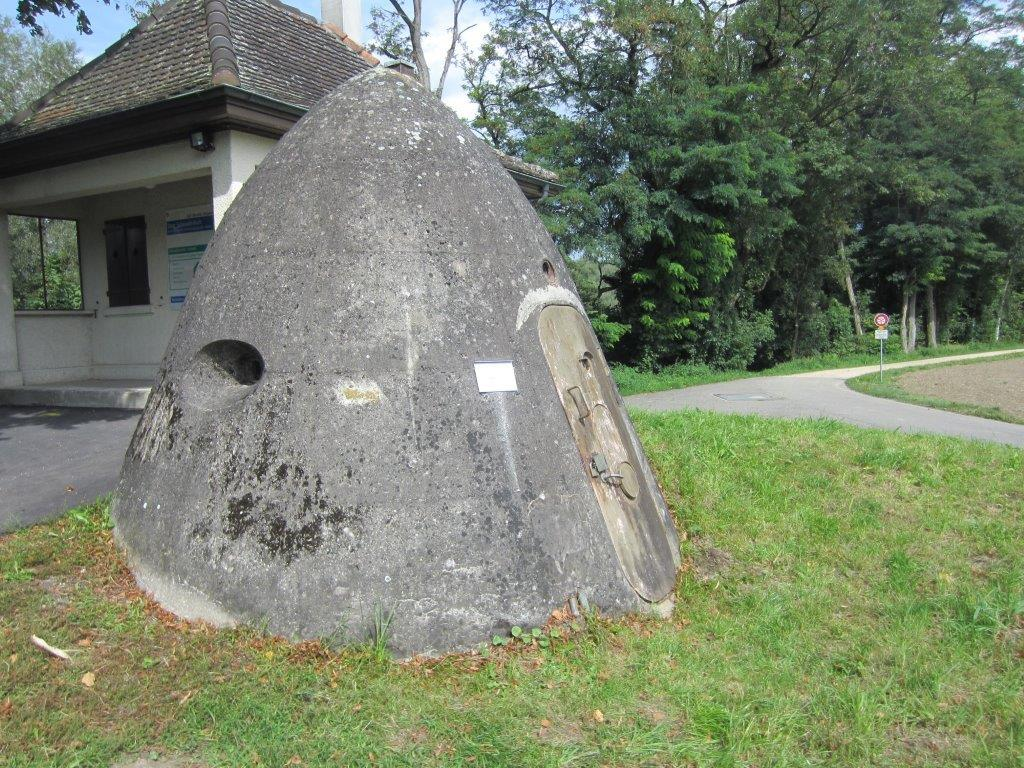
Leichtstand Steg A 4302

Die Sperrstelle sicherte das Rheinufer. Im rückwärtigen Bereich befanden sich Artilleriebeobachter («Wandfluh» Artilleriewerk Reuenthal).
- Infanteriebunker Rossgarten A 4300 ⊙
- Infanteriebunker Im Sand A 4301 ⊙
- Infanteriebunker Steg (Typ Schindler) A 4302 Schwaderloch ⊙
- Infanteriebunker Schwaderloch Warte A 4303 ⊙
- Artilleriebeobachter «Wandfluh» A 4273⊙

## Sperrstelle Etzgen
- Infanteriebunker Grossmatt A 4304 Etzgen ⊙
- Infanteriebunker Zegli A 4305 Etzgen ⊙
- Infanteriebunker Zoll A 4306 Etzgen ⊙
- Infanteriebunker Etzgen Nord A 4307 ⊙
- Infanteriebunker Etzgen Süd A 4308 ⊙
- Infanteriebunker Etzgen Sandrüti A 4309 ⊙
- Beobachter Minenwerfer Etzgen (Stellung zurückliegend)

## Sperrstelle Laufenburg
- Infanteriebunker Laufenburg Ost A 4311 ⊙
- Infanteriebunker Laufenburg Münz A 4312 ⊙
- Infanteriebunker Laufenburg West A 4313 ⊙
- Infanteriebunker Laufenburg Säge A 4314 ⊙
- Infanteriebunker Laufenburg Kraftwerk A 4315 ⊙
- Infanteriebunker Kaisterbach Ost A 4316 (abgebrochen)	⊙
- Infanteriebunker Kaisterbach West A 4317 ⊙
- Beobachter Obert A 4318 ⊙
- Infanteriebunker Obert Ost A 4319 ⊙
- Infanteriebunker Obert West A 4320 ⊙
- Bunker Chaisterkopfweg ⊙

## Verein Militär- und Festungsmuseum Full-Reuenthal
Das Artilleriewerk wird heute vom 1982 gegründeten Verein Militär- und Festungsmuseum Full-Reuenthal als Festungsmuseum betrieben. Dem Verein gehört auch das Schweizerische Militärmuseum Full.
Neben der wieder instandgestellten Armierung und Ausrüstung des Artilleriewerks werden in der Festung zahlreiche Exponate aus der europäischen Militärgeschichte des 20. Jahrhunderts gezeigt. Zusätzlich widmet sich eine alle zwei Jahre ändernde Sonderausstellung im ehemaligen Sanitätstrakt einem speziellen Thema.
Der Verein besitzt rund 100 militärhistorische Anlagen im Kanton Aargau. Die militärhistorischen Zeitzeugen werden vom Verein für die Nachwelt im originalen oder originalgetreuen Zustand erhalten und für die Öffentlichkeit zugänglich gemacht.

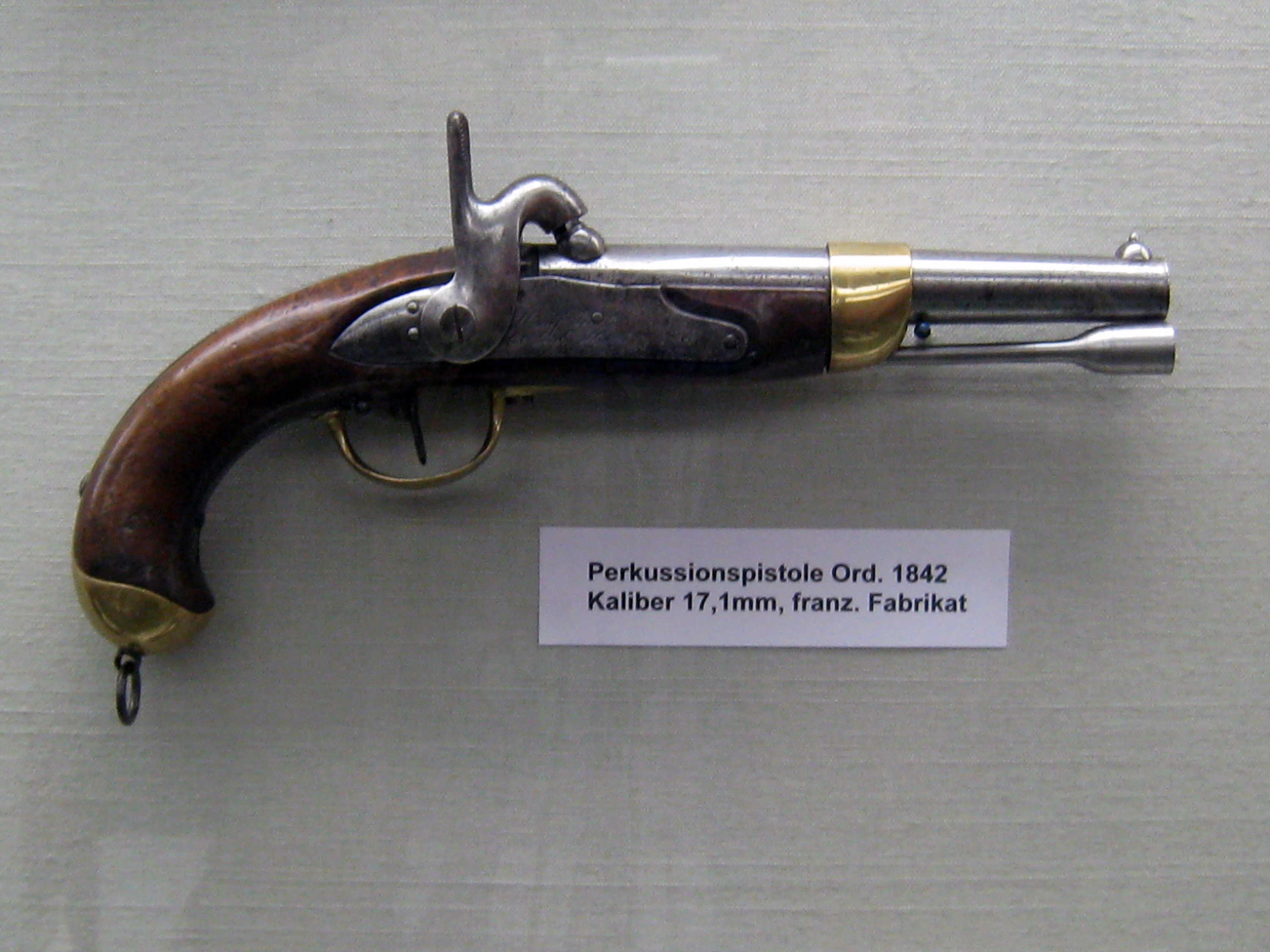
Französische Perkussionspistole
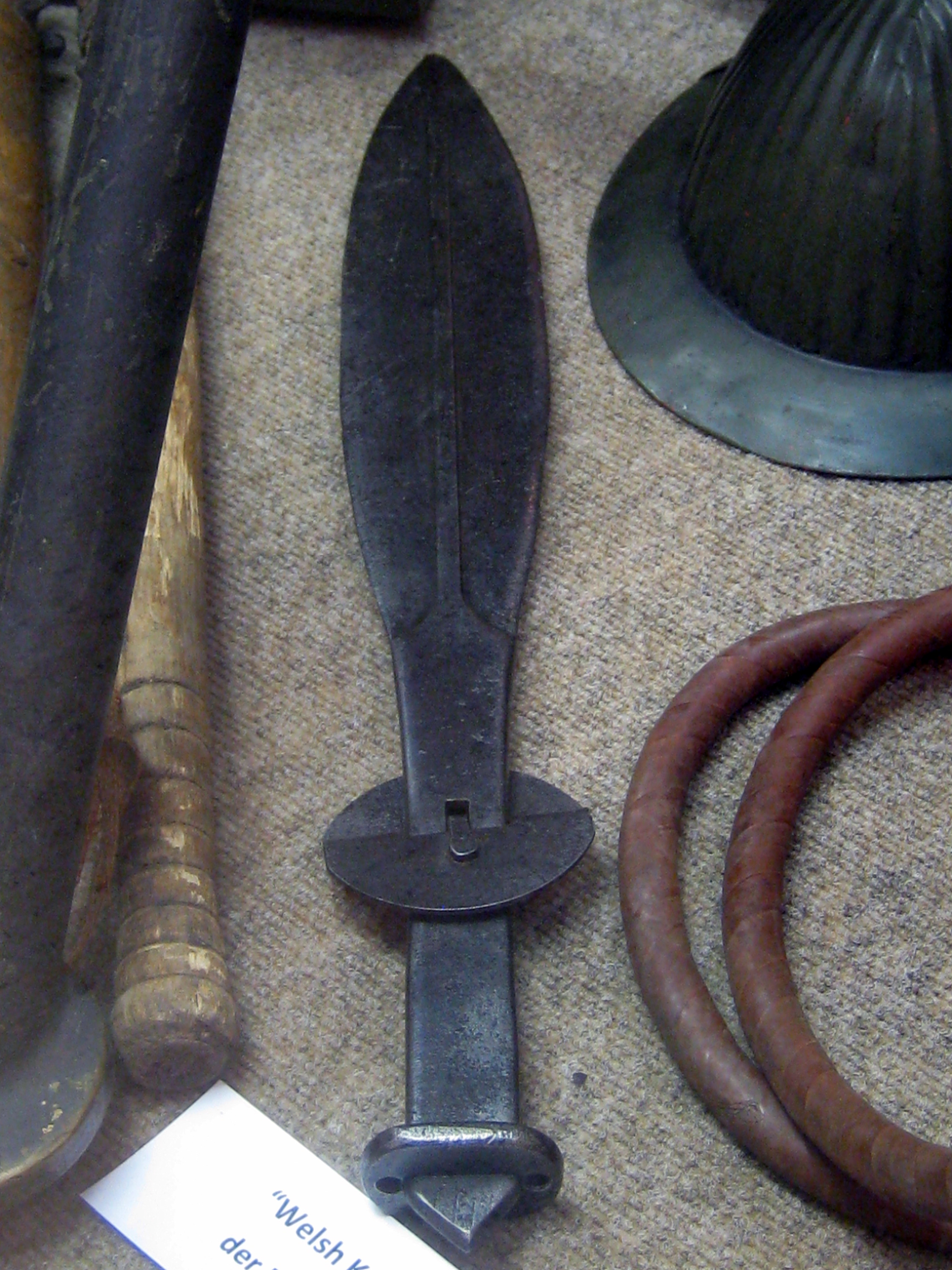
Kampfmesser der Royal Welch Fusiliers
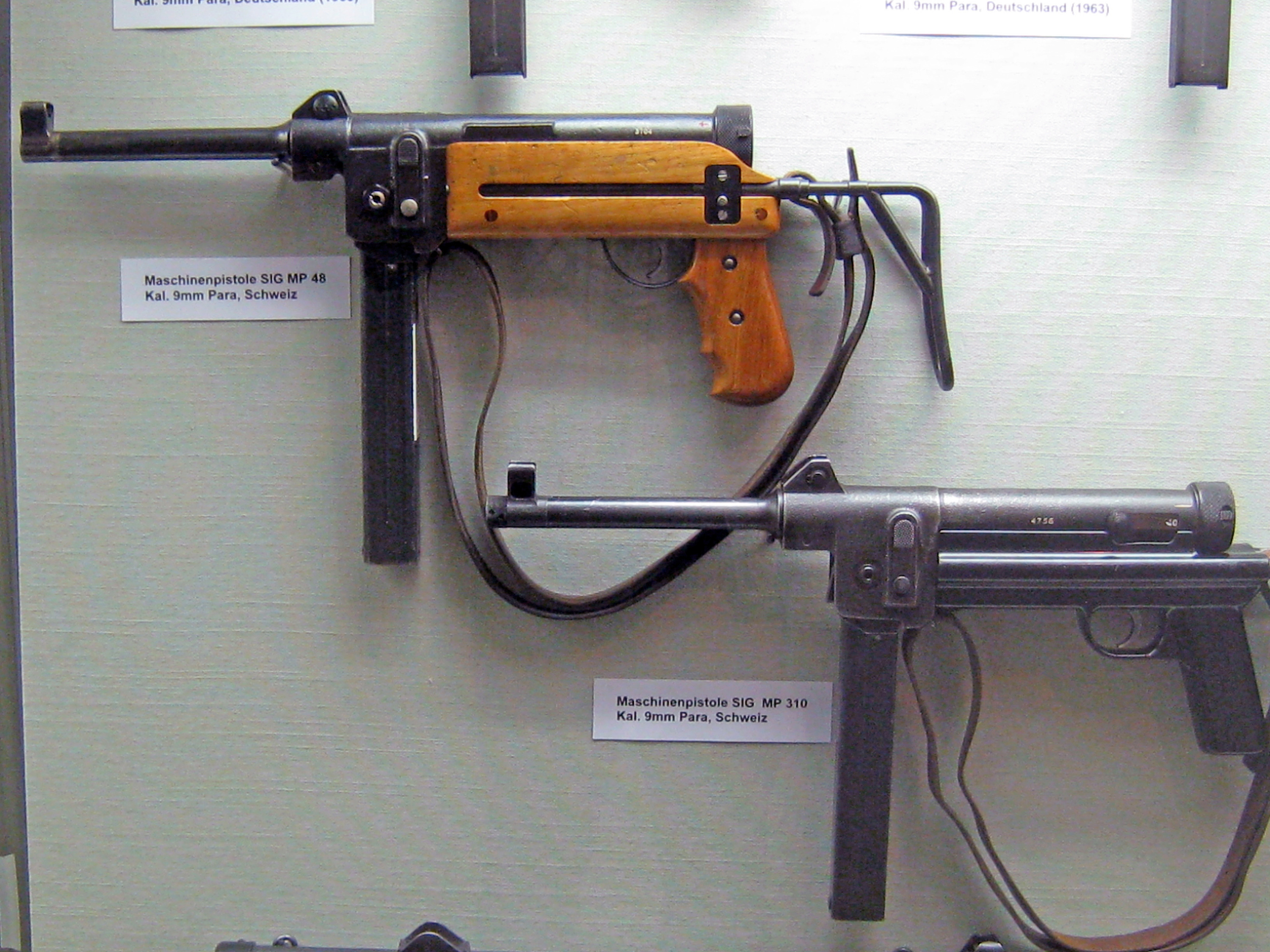
Schweizer Maschinenpistolen
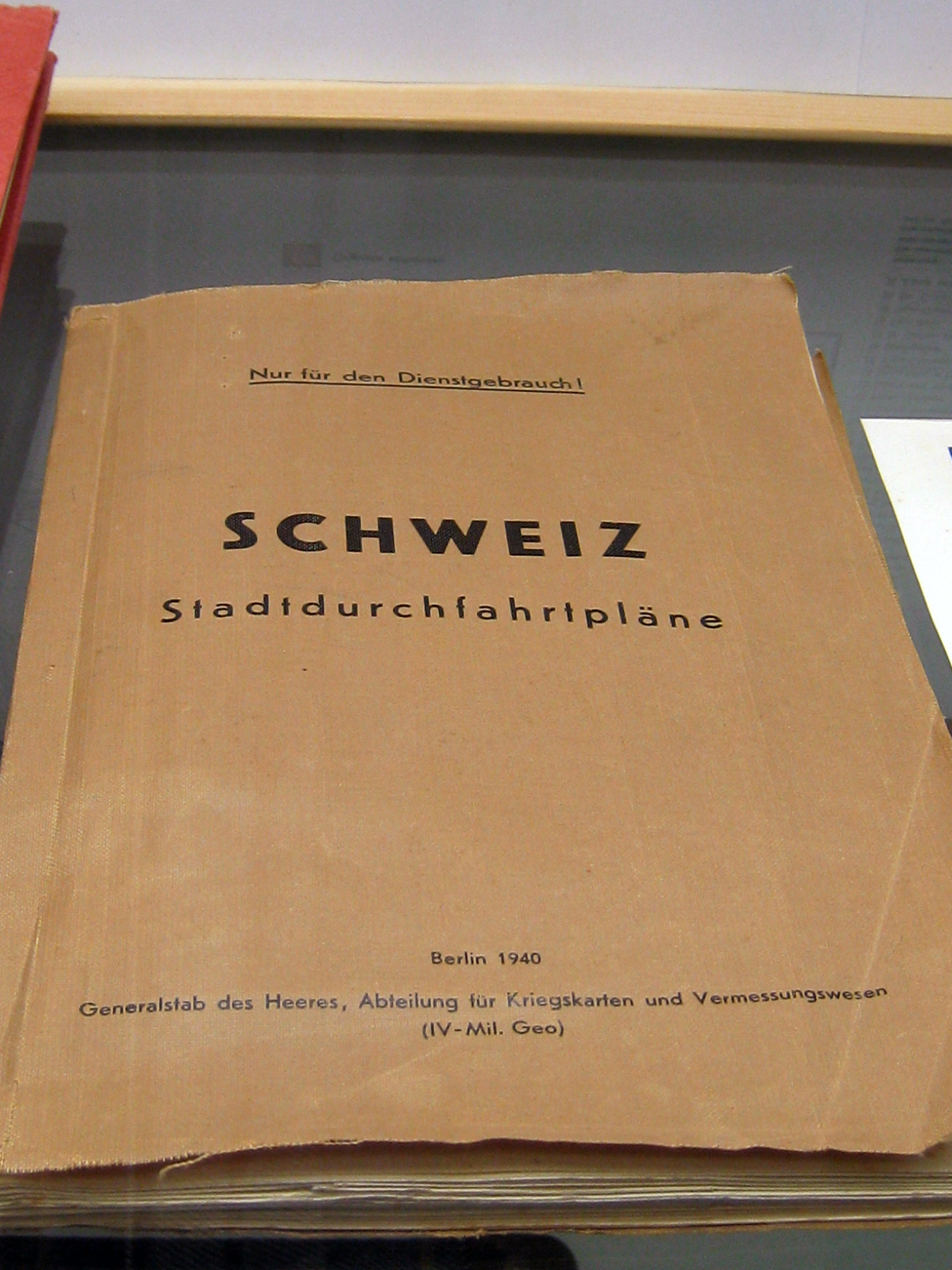
Invasionskarten der deutschen Wehrmacht
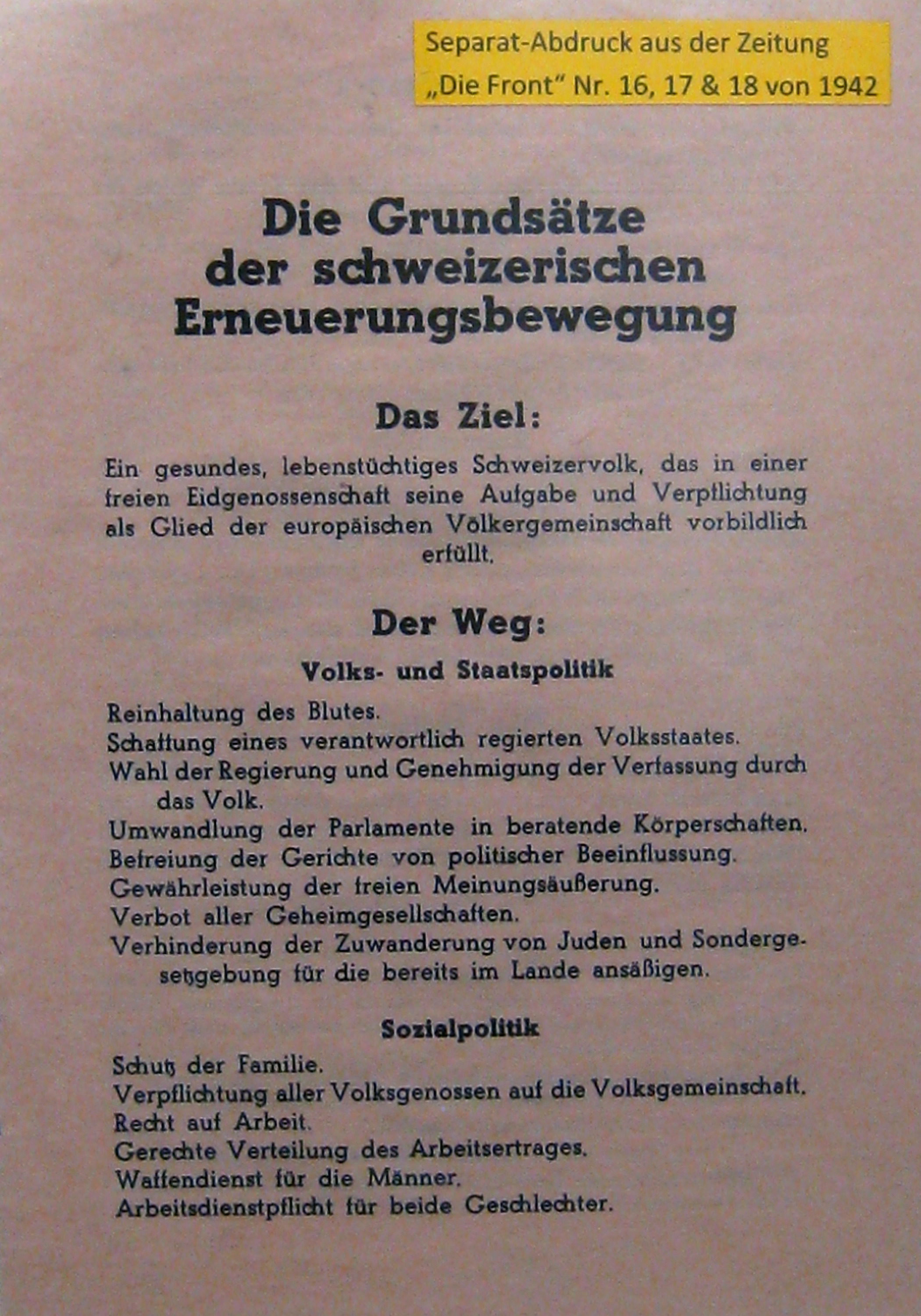
Schweizer Nazi-Flugblatt